# Руђеро Леонкавало
Руђеро Леонкавало (итал. Ruggiero Leoncavallo; Напуљ, 23. април 1857 — Монтекатини Терме, 9. август 1919) је био је италијански композитор, представник музичког веризма (реализам) у оперској уметности (заједно са Пучинијем и Маскањијем). Његово најпознатије дело је опера Пајаци, која је доживела исту судбину као и Кавалерија. Она описује догађаје из живота путујуће глумачке групе. Покретач радње је невера изазвана љубомором, после које ће уследити освета и убиство.